# Beta-ciclopiazonato deshidrogenasa
La beta-ciclopiazonato deshidrogenasa (EC 1.21.99.1) es una enzima que cataliza la siguiente reacción química:

Esta fórmula estructural utiliza texto incrustado para sus símbolos químicos.

Por lo tanto los dos sustratos de esta clase de enzimas son el beta-ciclopiazonato y un aceptor de electrones, mientras que sus dos productos son alfa-ciclopiazonato y el aceptor reducido.

## Clasificación
Esta enzima pertenece a la familia de las oxidorreductasas, específicamente a aquellas que actúan sobre compuestos del tipo X-H e Y-H para formar compuestos del tipo X-Y utilizando otro tipo de aceptores.

## Nomenclatura
El nombre sistemático de esta clase de enzimas es beta-ciclopiazonato:aceptor oxidorreductasa (cicladora). Otros nombres de uso común incluyen beta-ciclopiazonato oxidociclasa, beta-ciclopiazónico oxidociclasa, y beta-ciclopiazonato:(aceptor) oxidorreductasa (cicladora)

## Papel biológico
La enzima participa en la producción de alfa-ciclopiazonato, un metabolito secundario de algunos hongos que tiene actividad tóxica. Emplea FAD como cofactor.